# Oxicame

Piroxicam, erster Vertreter

Meloxicam, erstes Oxicam mit selektiver COX-2 Wirkung

Lornoxicam (Chlor-Tenoxicam)

Oxicame sind eine Gruppe von Stoffen, die in der Medizin als Nichtopioid-Analgetika eingesetzt werden. Sie wirken wie viele andere Nichtsteroidale Antirheumatika als unselektive, reversible Hemmer der Cyclooxygenase.
Je nach Wirkstoff zeigen sie aber eine leichte Präferenz gegenüber der Cyclooxygenase-2, wie im Fall von Meloxicam. Im Unterschied zu anderen NSAR haben die meisten Oxicame eine relativ lange Wirkungsdauer. Durch gezielte Chlorsubstitution und die dadurch schnellere Hydroxylierung in Paraposition konnte mit Lornoxicam eine kürzere Halbwertszeit erreicht werden.
Oxicamen werden schmerzlindernde, fiebersenkende, antiexsudative und entzündungshemmende Effekte zugeschrieben.

## Verwendung
Im Anatomisch-Therapeutisch-Chemischen Klassifikationssystem sind oder waren unter M01AC folgende Oxicame gelistet:
1. Piroxicam
2. Tenoxicam
3. Isoxicam – 1983 eingeführt, 1985 vom Markt genommen.[3]
4. Droxicam
5. Lornoxicam
6. Meloxicam

Cinnoxicam ist ein anderer Name für Piroxicam Cinnamat. Sudoxicam wurde aufgrund seiner hepatoxischen Wirkungen medizinisch nicht weiter verfolgt.
Ampiroxicam, Droxicam und Pivoxicam sind Prodrugs von Piroxicam. Enolicam ist den Oxicamen strukturverwandt.

## Geschichte
Das Projekt hinter der Entwicklung dieser Stoffgruppe begann 1962 mit Joseph G. Lombardino und John A. Lowe bei Pfizer und führte 1980 zu den ersten Marktzulassungen. Ziel war ein neuer antirheumatischer Wirkstoff längerer Wirkdauer, weshalb abseits der verbreiteten Carboxylsäuren gesucht wurde. Er sollte entzündungshemmende Eigenschaften aufweisen und bei chronischen Leiden längerfristig sicher gegeben werden können. 1977 wurden Ergebnisse klinischer Studien zum ersten Oxicam veröffentlicht, das später den Namen Piroxicam bekam. Ab 1980 wurde es von der FDA als "Felden" zugelassen. Die wichtigsten Patente für dessen Herstellung sind 1993 abgelaufen.
Ab 1993 folgte Lornoxicam als erstes Oxicam mit einer Plasmahalbwertszeit von etwa 4 Stunden, 1996 das COX-2 selektivere Meloxicam.
Tenoxicam und Lornoxicam wurden von Hoffmann-La Roche angemeldet, Droxicam von Provesan SA, Meloxicam durch Boehringer Ingelheim.
Isoxicam wurde ab 1983 als "Pacyl" oder "Vectren" vermarktet, aber nach Todesfällen in Frankreich im Oktober 1985 wieder vom Markt genommen.
Die Zulassung von Droxicam wurde 1994 suspendiert.

## Eigenschaften

Keto-Enol-Tautomere von Piroxicam

Oxicame werden wegen ihres sauren Strukturelementes auch als „Enolsäuren“ bezeichnet, ihre physikochemischen Eigenschaften können abhängig von der Mikroumgebung abweichen.
Sie liegen unter Standardbedingungen als blass-gelbe bis orange Feststoffe vor.
Die Keto-Enol-Tautomerie wird hier am Beispiel Piroxicam gezeigt.

## Pharmakologie

### Wirkungsmechanismus
Der Wirkungsmechanismus besteht wie bei anderen NSAR in der Hemmung der Cyclooxygenasen und Minderung der Thrombozytenaggregation. Die einzelnen Oxicame unterscheiden sich hinsichtlich der Stärke ihrer Präferenz für Cyclooxygenase-2.

### Pharmakokinetik
Die Verstoffwechslung dieser Wirkstoffgruppe erfolgt hauptsächlich in der Leber über Cytochrom P450 2C9. Die Bioverfügbarkeit liegt über 89 % (Meloxicam) und kann wie bei Piroxicam und Tenoxicam absolut sein. Die Wirkung stellt sich bei oraler Gabe meist binnen der ersten zwei Stunden ein. Mit Ausnahme von Lornoxicam und Meloxicam betragen die Plasmahalbwertszeiten über 48 Stunden, weshalb ein Fließgleichgewicht erst im Verlauf der ersten Tage oder Wochen bei zunehmender Wirkung erreicht wird.
Oxicame können die Plazenta-Barriere durchqueren und in der Muttermilch auftreten.